# Sclerotiënrot
De sclerotiënrot (Sclerotinia sclerotiorum; anam. Sclerotium varium) is een schimmel die behoort tot de familie van de Sclerotiniaceae en tast planten aan vooral onder warme, vochtige omstandigheden. De schimmel tast verscheidene plantensoorten aan, zoals sperzieboon, andijvie, knolselderij, kropsla, koolzaad, erwt, aardappel, vlas, witlof, dahlia en zonnebloem. Sclerotiënrot veroorzaakt pleksgewijze verwelking en afsterving van planten.

## Levenscyclus

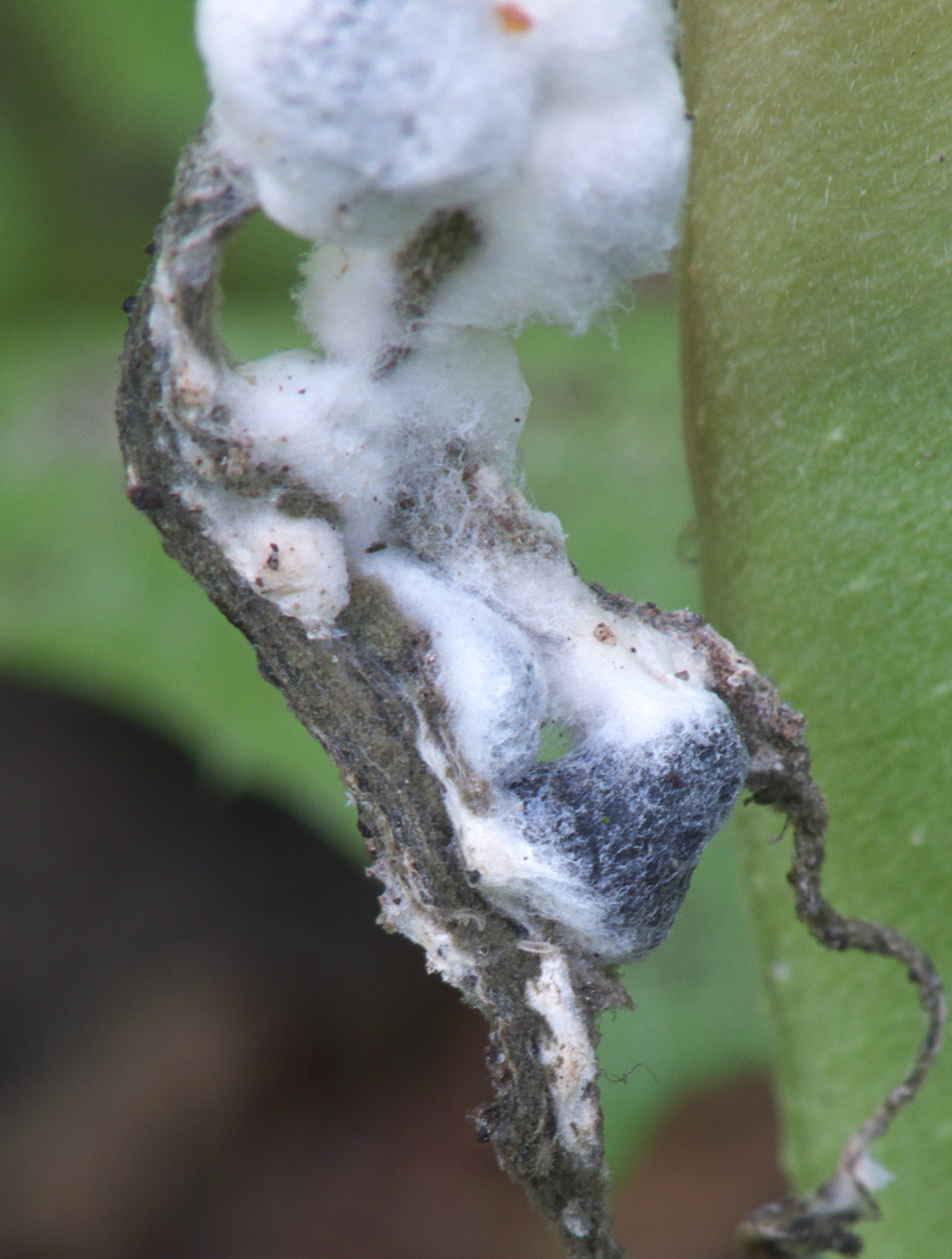
Sclerotium

De sclerotiën vallen op de grond en kunnen na 5-10 jaar nog kiemen en nieuwe planten aantasten. De infectie vanuit de sclerotiën is sterk afhankelijk van het weer. In het voorjaar kunnen de sclerotiën gaan kiemen als de temperatuur boven de 5°C komt (optimaal 10-20 °C) en er gedurende tien dagen vochtige omstandigheden zijn. Warme, vochtige omstandigheden tijdens de bloei bevorderen de vorming van apotheciën (vruchtlichamen) uit de sclerotiën. Uit een sclerotium kunnen meerdere schotelvormige, 10 mm grote apotheciën ontstaan, waarin zich water verzamelt. Na verdamping van het water komen de ascosporen vrij. De apotheciën stoten per dag 2-30 miljoen ascosporen uit, die vervolgens als ze terechtkomen in de bladoksels en op de stengelvertakkingen kunnen gaan kiemen. De ascosporen zijn niet in staat gezond weefsel te infecteren. De afgevallen bloemblaadjes stimuleren de kieming van de ascospore en dienen als voedingsbodem. De schimmel dringt vervolgens de plant binnen. Na drie dagen wordt necrose, afstervend weefsel, zichtbaar. Door het afsterven van de plantencellen komen de voedingsstoffen beschikbaar voor de schimmel. Op de stengels en peulen bij bonen wordt een dik, wit schimmelpluis gevormd, waarin zwarte sclerotiën, ook wel rattenkeutels genoemd, ontstaan. De sclerotiën vallen op de grond en kunnen na een rustperiode van enkele weken tot jaren gaan kiemen. 